# Orthetrum chrysostigma
Orthetrum chrysostigma е вид водно конче от семейство Libellulidae. Видът не е застрашен от изчезване.

## Разпространение
Разпространен е в Алжир, Ангола, Бенин, Ботсвана, Буркина Фасо, Бурунди, Гамбия, Гана, Гвинея-Бисау, Гърция (Егейски острови), Демократична република Конго, Египет (Синайски полуостров), Еритрея, Етиопия, Замбия, Зимбабве, Йемен (Северен Йемен, Сокотра и Южен Йемен), Израел, Йордания, Испания (Канарски острови), Камерун, Кения, Кот д'Ивоар, Лесото, Либерия, Либия, Мавритания, Малави, Мали, Мароко, Мозамбик, Намибия (Ивица Каприви), Нигер, Нигерия, Обединени арабски емирства, Оман, Палестина, Португалия, Руанда, Саудитска Арабия, Свазиленд, Сенегал, Сиера Леоне, Сирия, Сомалия, Судан, Танзания, Того, Тунис, Турция, Уганда, Централноафриканска република, Чад, Южен Судан и Южна Африка (Гаутенг, Западен Кейп, Източен Кейп, Квазулу-Натал, Лимпопо, Мпумаланга, Северен Кейп, Северозападна провинция и Фрайстат).

## Описание
Популацията на вида е стабилна.